# Jacques Le Berre
Jacques Le Berre (21 de septiembre de 1937) es un deportista francés que compitió en judo. Ganó cuatro medallas en el Campeonato Europeo de Judo entre los años 1959 y 1965.
Participó en los Juegos Olímpicos de Tokio 1964, donde finalizó noveno en la categoría de –80 kg.

## Palmarés internacional
| Campeonato Europeo | Campeonato Europeo       | Campeonato Europeo | Campeonato Europeo |
| Año                | Lugar                    | Medalla            | Categoría          |
| ------------------ | ------------------------ | ------------------ | ------------------ |
| 1959               | Viena (Austria)          | Medalla de plata   | 1.er dan           |
| 1960               | Ámsterdam (Países Bajos) | Medalla de plata   | 1.er dan           |
| 1963               | Ginebra (Suiza)          | Medalla de oro     | –80 kg (A)         |
| 1965               | Madrid (España)          | Medalla de bronce  | –93 kg (A)         |